# Joe Jagersberger
Joseph (Joe) Wilhelm (Dutch) Jagersberger (* 14. Februar 1884 in Wiener Neustadt; † 5. Oktober 1952 in Racine, Wisconsin) war ein österreichisch-US-amerikanischer Automobilrennfahrer.

## Familie und Ausbildung
Jagersberger war Sohn eines Bäckers. Im Alter von 14 Jahren begann er eine Ausbildung bei der Daimler-Motoren-Gesellschaft in Stuttgart. 1903 wanderte er in die USA aus und ließ sich in Racine, Wisconsin nieder. Dort heiratete er 1919 Amanda Olle. Mit ihr hatte er eine Tochter. Jagersberger war dreifacher Großvater.

## Karriere als Rennfahrer

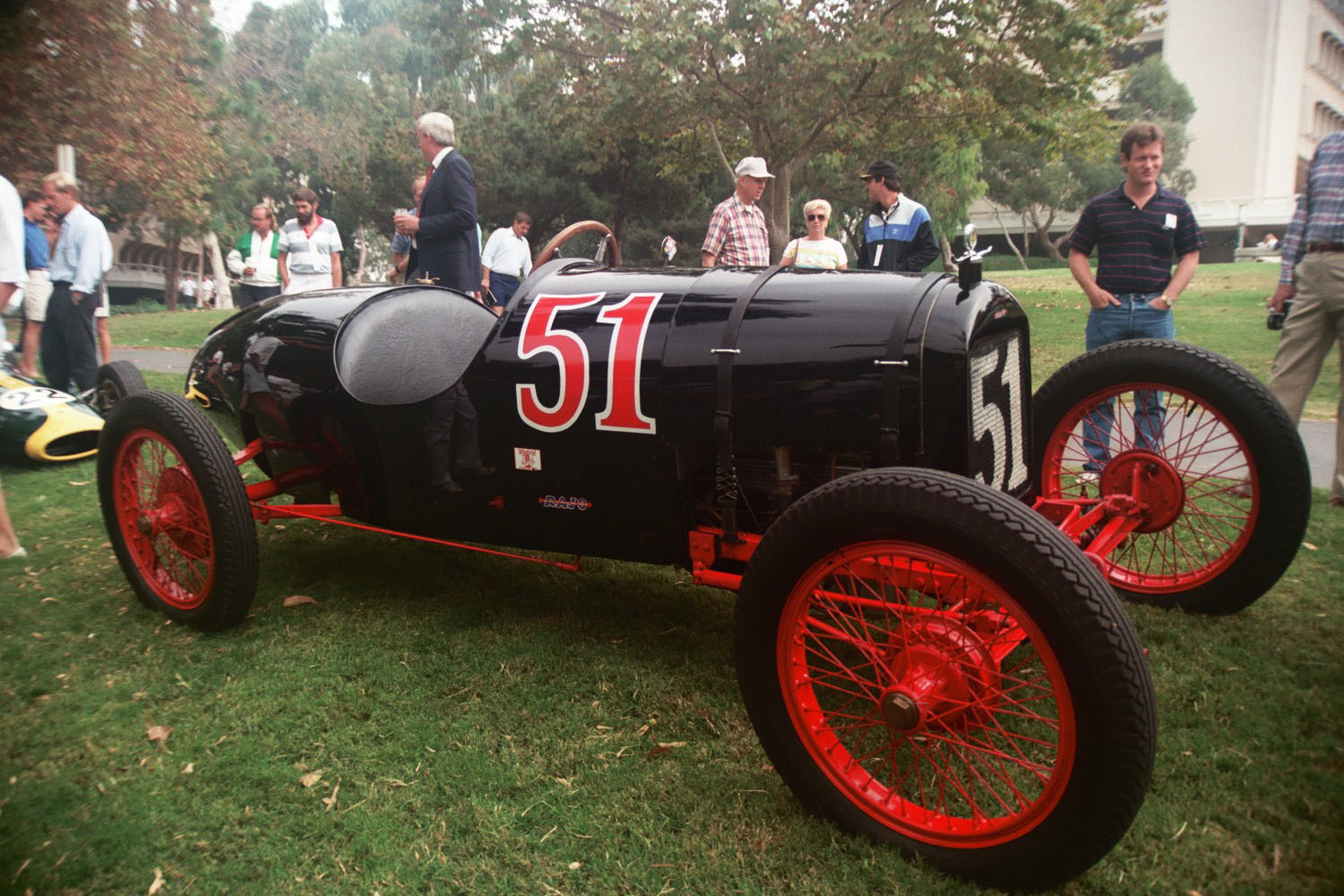
Ein Rajo Ford Model T

Seine Karriere als Rennfahrer begann Jagerberger im Jahr 1897, als er als Beifahrer und Mechaniker von Camille Jenatzy an einem Langstreckenrennen von Wien nach Salzburg teilnahm. Die beiden waren die einzigen Teilnehmer, die das Rennen beendeten. Zwischen 1897 und 1903 nahm er an verschiedenen Rennen in ganz Europa teil. Beim Gordon-Bennett-Cup 1903 lernte er John Jacob Astor IV und Harry Harkness, den Vorstandsvorsitzenden von Standard Oil, kennen. Astor überzeugte ihn, nach New York City zu kommen, um dort als Chauffeur zu arbeiten. Mit Harkness fuhr er mehrere Rennen im Großraum New York. So nahmen die beiden 1904 etwa an einem Langstreckenrennen von Boston nach New York teil. Im selben Jahr nahmen beide am Mount Washington Hillclimb Auto Race, einem gezeiteten Rennen auf den Gipfel des Mount Washington teil, das Harkness gewann. Ab 1910 fuhr Jagersberger in dem vom Automobilhersteller Pierce-Arrow gegründeten Rennstall. Als Teil dieses Teams nahm er 1911 am ersten Indianapolis-500-Rennen teil, hatte ab Runde 87 aber Probleme mit der Lenkung. Im selben Jahr gelang es ihm, zwei Teile des Chicago Algonquin Hill Climb zu gewinnen. Bei einem Trainingsunfall kam sein Teamkamerad Lewis Strang ums Leben. Jagersberger, der als Beifahrer in den Unfall verwickelt war, wurde nur leicht verletzt. Am 1. November 1911 trainierte er in Columbus, South Carolina, als einer seiner Reifen platzte. In Folge raste er mit seinem Wagen in einen Bretterzaun. Während sein Beifahrer sich selbständig aus dem Wegen befreien konnte, verletzte sich Jagersberger am Auge und zog sich einen komplizierten Bruch seines rechten Beines zu. Nach einem mehrmonatigen Krankenhausaufenthalt musste das Bein abgenommen werden, sodass er keine Rennen mehr bestreiten konnte.

## Karriere als Entwickler
Nach seinem Unfall war Jagersberger in der Entwicklung von Rennwagen tätig. Zwischen 1912 und 1914 war er an zahlreichen Projekten seines Rennstalls auf Entwicklerseite beteiligt. Dann gründete er mit Rajo Motor and Manufacturing seine eigene Firma. Dort entwickelte er zunächst Zündkerzen und verschiedene Motorteile. 1919 gelang ihm die Entwicklung eines Zylinderkopfs für den Ford Modell T, mit dem die Leistung des Motors mehr als verdoppelt wurde. Neben zahlreichen Weiterentwicklungen für das Modell T von Ford entwickelte Jagersberger auch die erste DOHC-Ventilsteuerung für Chevrolet. Seine Firma blieb auch nach seinem Tod im Jahr 1952 weiter bestehen und wurde 1980 geschlossen.

## Mitgliedschaften und Ehrungen
Jagersberger war Mitglied der Society of Automotive Engineers. Im Januar 2006 wurde er in die Model T Ford Club Speedster and Racer Hall of Fame aufgenommen. Im April des folgenden Jahres nahm man ihn in die Chevy Sprints Association auf und ebenfalls 2007 wurde er Mitglied der National Sprint Car Hall of Fame.